# مردان ترک نمی‌کنند
مردان ترک نمی‌کنند (به انگلیسی: Men Don't Leave) فیلمی محصول سال ۱۹۹۰ و به کارگردانی پال بریکمن است. در این فیلم بازیگرانی همچون جسیکا لنگ، آرلیس هاوارد، جون کیوسک، کریس اودانل، کتی بیتس و بلیتا مورنو ایفای نقش کرده‌اند.